# Hymenoscyphus rhizophilus
Hymenoscyphus rhizophilus är en svampart som först beskrevs av Karl Wilhelm Gottlieb Leopold Fuckel, och fick sitt nu gällande namn av William Phillips 1887. Hymenoscyphus rhizophilus ingår i släktet Hymenoscyphus och familjen Helotiaceae.   Inga underarter finns listade i Catalogue of Life.